# Savoia-Marchetti SM.95
El Savoia-Marchetti SM.95 era un cuatrimotor de transporte comercial y militar de rango medio, que voló por primera vez en 1943. Fue el sucesor del Savoia-Marchetti SM.75. La producción del modelo se inició, aunque con dificultad, durante la Segunda Guerra Mundial y al término del conflicto formó la base, en el papel de avión de pasajeros, en la reconstrucción de la aviación civil italiana.

## Historia, diseño y desarrollo
El SM.95 se anunció en 1937, cuando se vio el futuro en los aviones propulsados por cuatro motores. Hasta ese momento, tanto las aerolíneas civiles, como la Regia Aeronautica había utilizado principalmente  aviones trimotores. El SM.95, diseñado por Alessandro Marchetti voló por primera vez el 8 de mayo de 1943. Originalmente designado SM.76, estaba proyectado equiparlo con cuatro motores radiales de nueve cilindros Alfa Romeo 126 RC.34 de 507–582 kW (680–780 hp). En 1939, el proyecto cambió su designación a SM.95C (C por civil), con los más potentes Alfa Romeo 128 RC.18 641–717 kW (860–962 hp).
Con el comienzo de la Segunda Guerra Mundial, este proyecto se detuvo hasta diciembre de 1941, cuando LATI solicitó un cuatrimotor para las rutas sudamericanas. Aunque, tuvo un rendimiento inferior en comparación con los Piaggio.108C y CANT Z.511, ambos de construcción  metálica y más potentes; sin embargo, el nuevo SM.95C ofrecía unos costes de fabricación más bajos y un desarrollo más rápido.
El avión era un monoplano similar a otros aviones contemporáneos, aunque en su caso la construcción fue mixta; se usó acero soldado para la estructura del fuselaje, con una cubierta de aleación ligera de aluminio en el morro hasta la parte posterior de la cabina, y una cubierta de tela barnizada (lino) para los lados y el techo del fuselaje. El ala cantilever de tres largueros era de madera, con revestimiento de madera contrachapada. Los motores contaban con hélices metálicas tripalas de velocidad constante SIAI-Hydrovaria S.53.
Los dos pilotos se sentaban uno al lado del otro en una cabina cerrada, mientras que detrás de ellos se sentaron el ingeniero de vuelo (a la izquierda) y el operador de radio (a la derecha); detrás de la cabina, normalmente había asientos para 20-30 pasajeros, y hasta 38 podían transportarse en distancias cortas. 
Hubo una necesidad inicial de una versión de bombardero, SM.95B con motores mejorados y un conjunto de armas. Sin embargo, el prototipo SM.95C (NC.41001) estaba listo en mayo de 1943 y fue el primero en volar el 3 de agosto de 1943 en Vergiate con Guglielmo Algarotti a los mandos. Los vuelos de prueba continuaron hasta el 9 de septiembre de 1943, cuando el avión fue capturado por los alemanes y enviado a Alemania. También se envió allí un segundo prototipo recién construido (NC.41002). Ambos aviones fueron asignados al Tr.St.5 (Trasportfliegerstaffel 5), basado en Almedorf donde, el 4 de septiembre de 1944 el primer SM.95C se perdió durante un bombardeo; el destino del segundo se desconoce.

## Historia operacional
El Armisticio del 3 de septiembre de 1943 y la consiguiente ocupación militar alemana significaron que los dos únicos aviones construidos fueron requisados y transferidos a Alemania donde fueron asignados a la Luftwaffe. 
El 30 de julio de 1945, con el permiso de los aliados voló el tercer espécimen superviviente que, junto con otro construido sólo parcialmente había permanecido, no completado, en los talleres de Savoia-Marchetti desde la época del armisticio. 
La aerolínea Alitalia-Linee Aeree Italiane utilizó este aparato para inaugurar sus rutas de posguerra. Más tarde compró seis unidades con los que inició sus servicios en el transcurso de 1947; el 6 de agosto, el SM.95C bautizado Marco Polo y registró I-DALM inaugura su primera ruta internacional entre Roma y Oslo. Linee Aeree Transcontinentali Italiane - LATI utilizó sus tres aparatos para inaugurar en julio de 1949 un servicio transcontinental con Venezuela utilizando los SM.95C bautizados San Antonio, San Francesco y San Cristoforo. Cuatro aviones más fueron servidos a la aerolínea nacional egipcia Services Aériens Internationaux d´Égypte (SAIDE) que los utilizó en las rutas que enlazaban El Cairo con Roma y París. La mayoría de los aviones producidos tuvieron un uso civil, con la excepción de cinco aviones utilizados por la nueva Aeronautica Militare italiana como transportes VIP y el Corrieri Aerei Militari.
Los primeros SM.95C conservaron los motores Alfa Romeo 128 RC.18 del prototipo, pero, los aparatos de LATI estaban propulsados con los Pratt & Whitney SIC-6 Twin Wasp R-1830 de 1217 hp, y los últimos de Alitalia, así como los vendidos a Egipto montaron motores  Bristol Pegasus 48 de 740 hp. Hubo varias versiones que tuvieron un fuselaje más largo y cola más puntiaguda; también se diseñó una versión completamente metálica designada S.95S, que nunca se construyó. El último SM.95 se completó el 18 de noviembre de 1949. Tenían un rendimiento excepcional incluso con motores Pratt & Whitney. Se da la circunstancia que el SM.95C no disponía de presurización en absoluto, y por lo tanto no tenía un techo de servicio muy alto; el último vuelo oficial fue el 28 de septiembre de 1954 (1950 con Alitalia).

## Usuarios

### Militares
Alemania
- Luftwaffe

 Reino de Italia
- Regia Aeronautica

 Italia
- Aeronautica Militare

### Operadores civiles
Italia
- Alitalia
- Linee Aeree Transcontinentali Italiane -LATI

 Egipto
- Services Aériens Internationaux d´Égypte (SAIDE)

## Aeronaves similares (época y motorización)
- Avro 691 Lancastrian
- Boeing 307
- Douglas DC-4
- Focke Wulf Fw 200
- Junkers Ju 90
- Lockheed C-69 Constellation
- SNCASE SE.161 Languedoc

## Especificaciones técnicas
Referencia datos: Enciclopedia Ilustrada de la Aviación, Vol. 12 pág 2897, Ed. Delta, Barcelona 1982 ISBN 84-7598-0201

### Características generales
- Tripulación: 4
- Capacidad: 20-30
- Longitud: 24,77 m
- Envergadura: 34,28 m
- Altura: 5,70 m
- Superficie alar: 128,3 m²
- Peso vacío: 12800 kg
- Peso cargado: 13600 m
- Peso máximo al despegue: 21600 kg
- Planta motriz:  radial de nueve cilindros Alfa Romeo 128 RC.18.
  - Potencia: 717 kW (989 HP; 975 CV) cada uno.
- Hélices: metálica tripala de velocidad constante SIAI-Hydrovaria S.53

### Rendimiento
- Velocidad nunca excedida (Vne): 400 km\h a 3.000 m
- Velocidad crucero (Vc): 315 km\h
- Alcance: 2.000 km
- Techo de vuelo: 6.500 m
- Régimen de ascenso: 26,77 min a 5.000 m